# Courtisols
Courtisols| é uma comuna francesa na região administrativa de Grande Leste, no departamento de Marne. Estende-se por uma área de 65,62 km². Em 2010 a comuna tinha 2 496 habitantes (densidade: 38 hab./km²).